# Freixeiro (Vigo)
Freixeiro (oficialmente y en gallego: San Tomé de Freixeiro) es una parroquia del municipio de Vigo, en la comunidad autónoma de Galicia, España.

## Datos básicos
Según datos del padrón de 2010, contaba con una población de 6.162 habitantes, repartidos en 4 entidades de población.

## Geografía
Es una parroquia (Santo Tomé o Tomás) suburbana con una elevada densidad poblacional (5.868 hab./km² en 2010) que bordea la ciudad de Vigo por el sur hasta el río Lagares, que la separa de la parroquia de Castrelos. Atravesada longitudinalmente por la Gran Vía viguesa entre la plaza de América y la de España.
En Freijeiro se encuentra el centro comercial Gran Vía, el policlínico Povisa, el Museo Etnográfico Liste, el histórico Instituto Santa Irene y el Pabellón de Las Traviesas.

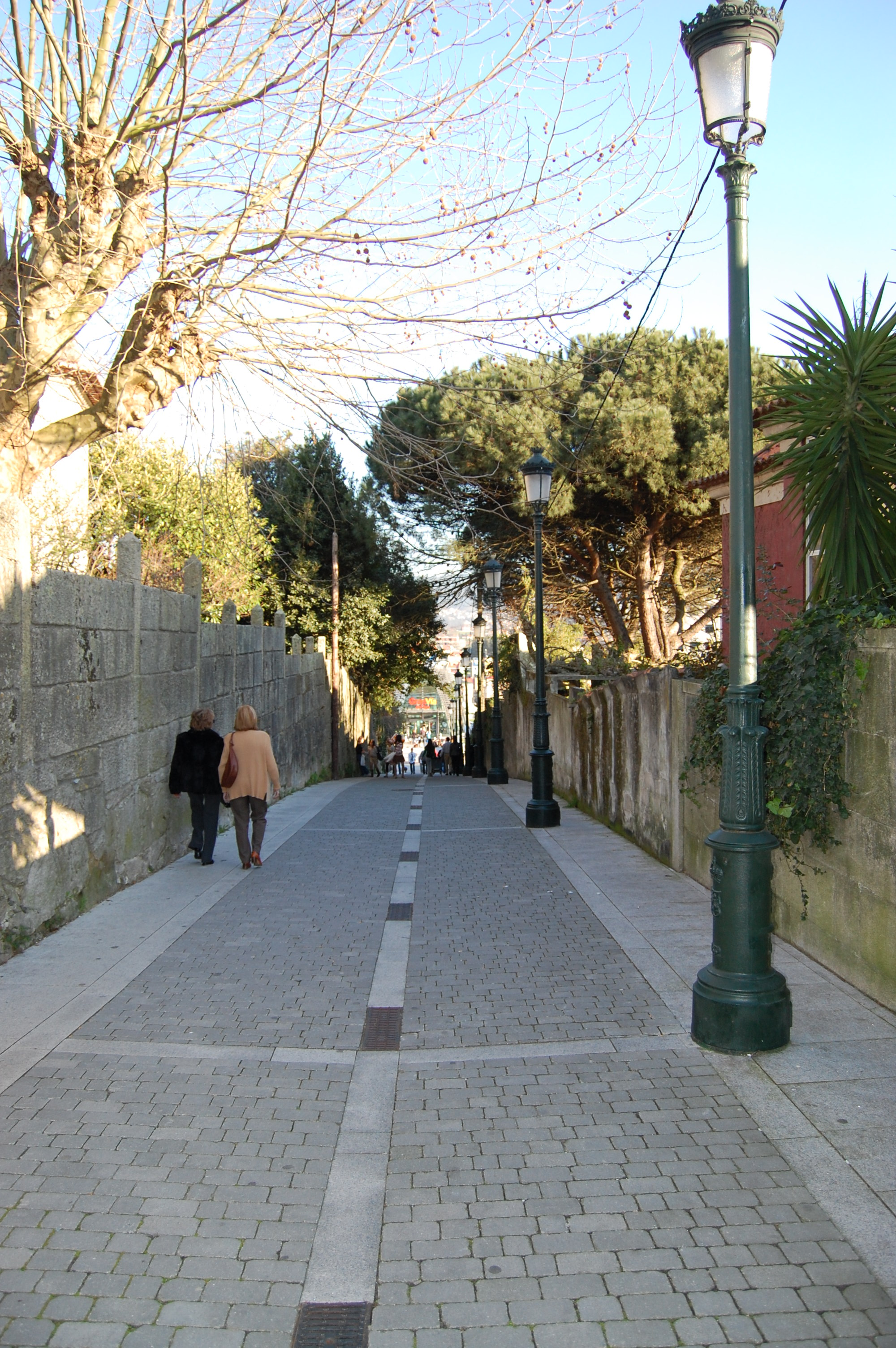
La bajada al Castaño,[4] en el centro de la parroquia
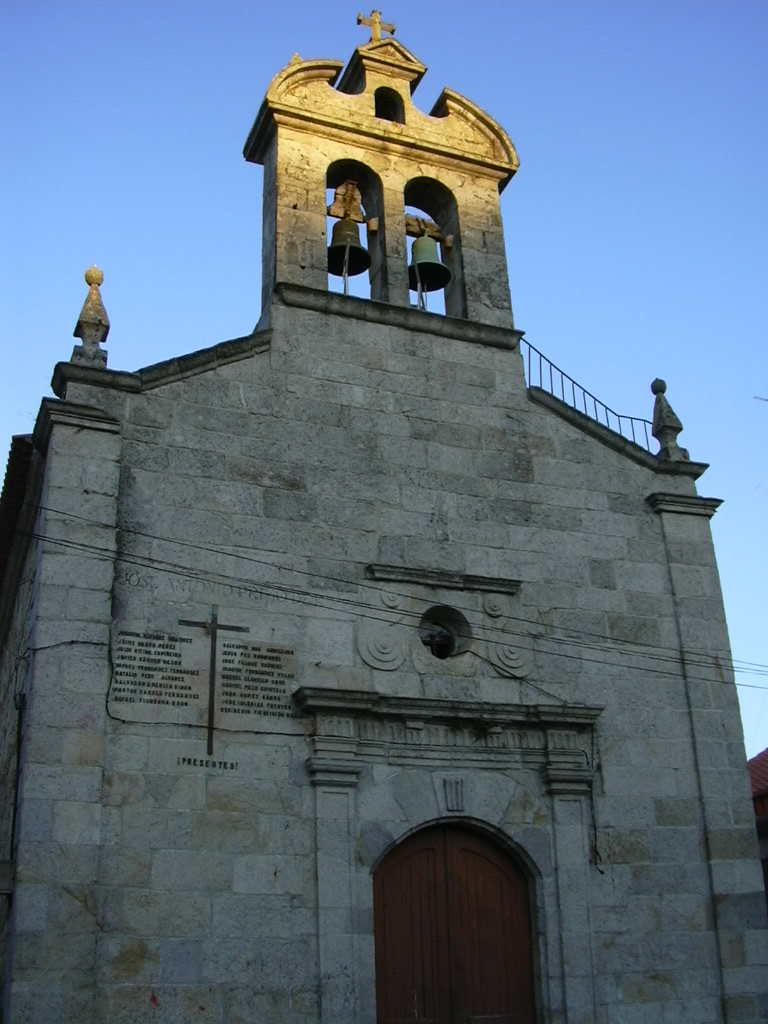
Iglesia parroquial de Santo Tomé de Freixeiro
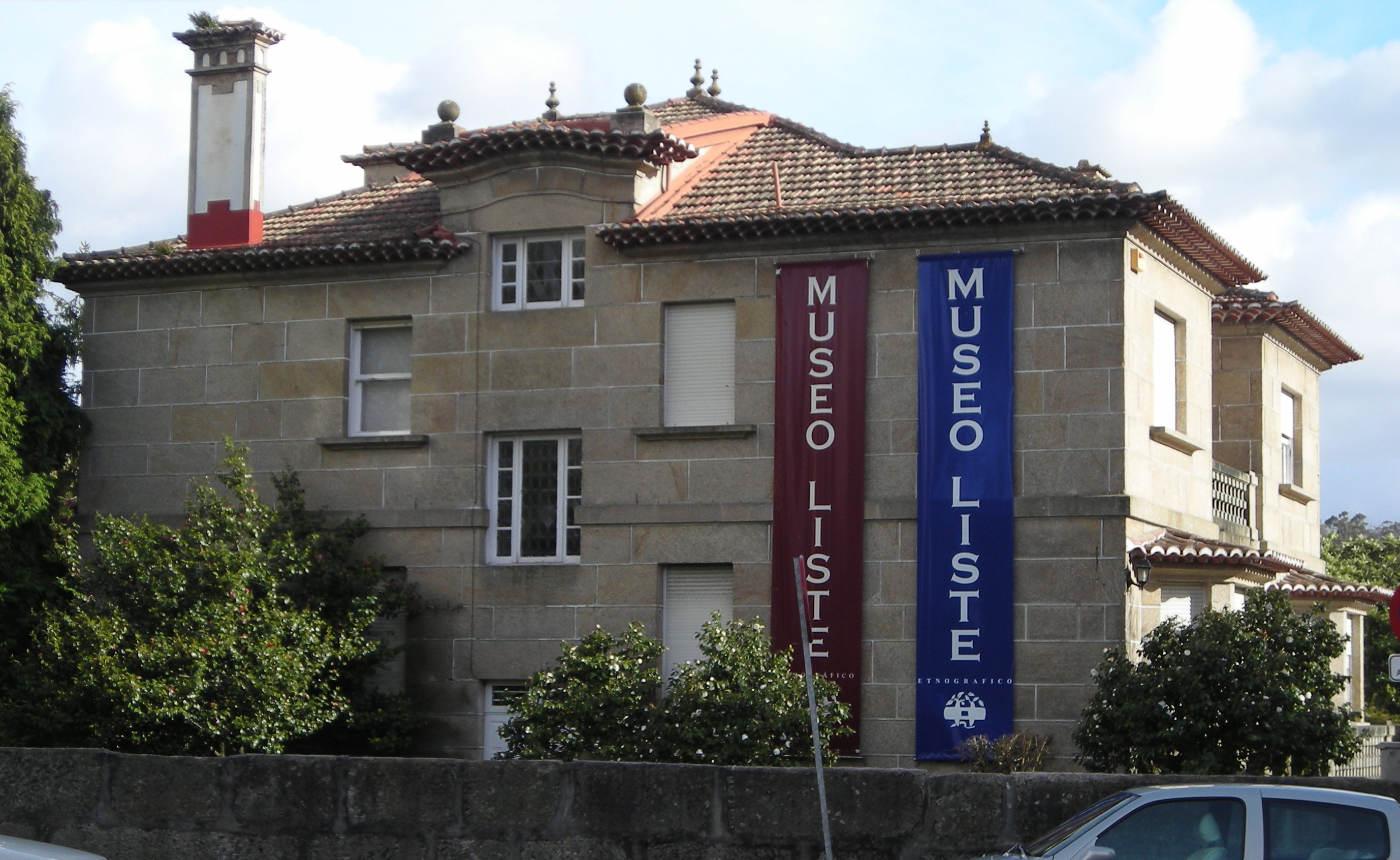
Museo Liste
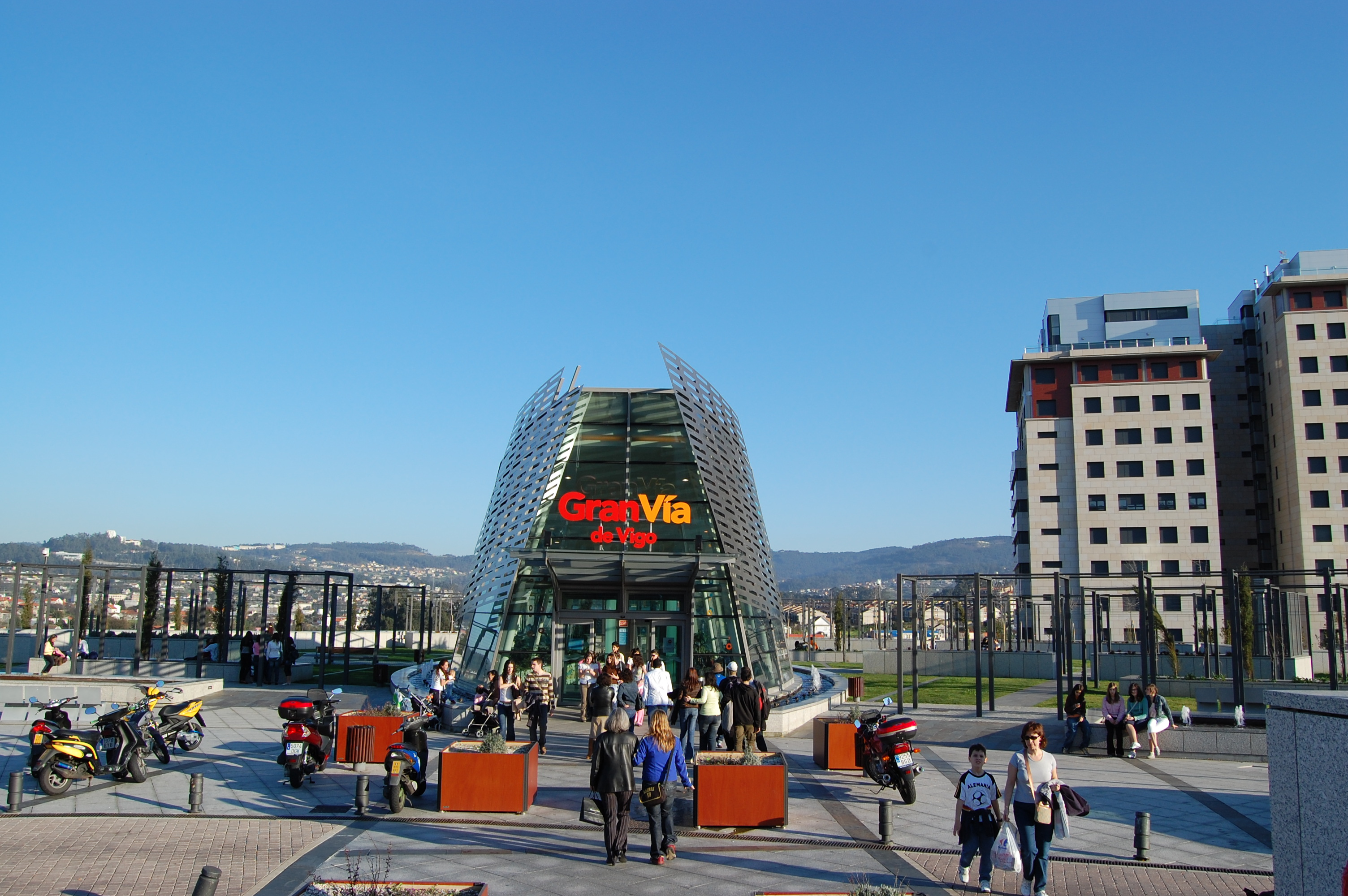
Centro comercial Gran Vía

| NA CÑ VI MA CA FR LA TE CB CN SA AL OY CJ VA SA ZA BM BE Cangas Bueu Moaña Vilaboa Ensenada de San Simón Ría de Aldán Pazos de Borbén Redondela Sotomayor Gondomar Bayona Nigrán Mos Porriño Islas Cíes Océano Atlántico Vigo de Ría |
| Municipio de Vigo. |